# Hugh Thompson Jr.
Hugh Clowers Thompson Jr. (Atlanta, 15 de abril de 1943-Pineville, 6 de enero de 2006) fue un militar, piloto y electricista estadounidense que es recordado por su intervención para detener la masacre de My Lai, un crimen de guerra cometido por el ejército estadounidense durante la guerra de Vietnam.
Fue Comandante del ejército de los Estados Unidos y ex suboficial en el 123. ° Batallón de Aviación de la 23.a División de Infantería. Ayudó a poner fin a la masacre de My Lai de la aldea de Vietnam del Sur conocida como Sơn Mỹ el 16 de marzo de 1968.
Durante la masacre, Thompson y la tripulación de su helicóptero Hiller OH-23 Raven, Glenn Andreotta y Lawrence Colburn, detuvieron una serie de asesinatos amenazando y bloqueando a oficiales estadounidenses y soldados enlistados de la Compañía C, 1.er Batallón, 20. ° Regimiento de Infantería, 11. ° Brigada, 23. ° Infantería División. Además, Thompson y su tripulación salvaron a varios civiles vietnamitas escoltándolos personalmente lejos del avance de las unidades terrestres del Ejército de los Estados Unidos y asegurando su evacuación por aire. Thompson denunció las atrocidades por radio varias veces mientras estaba en Sơn Mỹ. Aunque estos informes llegaron al cuartel general operativo de la Task Force Barker, no se hizo nada para detener la masacre. Después de evacuar a un niño a un hospital de Quảng Ngãi, Thompson informó enojado a sus superiores en la sede de la Task Force Barker que una masacre estaba ocurriendo en Sơn Mỹ. Inmediatamente después del informe de Thompson, el teniente coronel Frank A. Barker ordenó a todas las unidades terrestres en Sơn Mỹ que abandonaran las operaciones de búsqueda y destrucción en la aldea. Por "defectos" en la investigación, no se sabe la cifra exacta de asesinados, pero se estima que debió estar entre 347 y 504.
En 1970, Thompson testificó contra los responsables de la Masacre de My Lai. Veintiséis oficiales y soldados alistados, incluidos William Calley y Ernest Medina, fueron acusados de delitos penales, pero todos fueron absueltos o indultados. Thompson fue condenado al ostracismo por muchos individuos en el ejército y el gobierno de los Estados Unidos, así como también por el público, por su papel en las investigaciones y juicios relacionados con la masacre de My Lai. Como resultado directo de lo que experimentó, Thompson experimentó un trastorno de estrés postraumático, alcoholismo, divorcio y un trastorno de pesadilla grave. A pesar de la adversidad que enfrentó, permaneció en el ejército de los Estados Unidos hasta el 1 de noviembre de 1983, luego continuó viviendo como piloto de helicópteros en el sureste de los Estados Unidos.
En 1998, 30 años después de la masacre, Thompson y los otros dos miembros de su tripulación, Andreotta y Colburn, recibieron la Medalla del Soldado (Andreotta a título póstumo), el premio más alto del ejército de los Estados Unidos por su valentía que no involucra contacto directo con el enemigo.Thompson y Colburn regresaron a Sơn Mỹ para reunirse con los sobrevivientes de la masacre en el Memorial de Sơn Mỹ en 1998. En 1999, Thompson y Colburn recibieron el Premio del Valor de la Conciencia de la Abadía de la Paz.

## Biografía
Hugh Clowers Thompson Jr. nació el 15 de abril de 1943, en Atlanta, Georgia, Estados Unidos, de Wessie y Hugh Clowers Thompson. Su ascendencia se remonta a la era de la cultura de Misisipi en América del Norte, las islas británicas y la Provincia de Georgia. Su abuela paterna era completamente indígena cheroqui y sus antepasados fueron víctimas de las políticas y acciones de limpieza étnica que resultaron de la Ley de expulsión de indios, especialmente El rastro de las lágrimas. 
Hugh Clowers Thompson Jr. era electricista y sirvió en la Marina de los Estados Unidos durante la Segunda Guerra Mundial.
En 1946, la familia Thompson se mudó de Atlanta a Stone Mountain, Georgia. El hermano y único hermano de Thompson, Thomas Thompson, nació en 1938 y sirvió en la Fuerza Aérea de los Estados Unidos durante la Guerra de Vietnam. Thompson era miembro de Boy Scouts de América y su familia participó activamente en la Iglesia Episcopal. Hugh Clowers Thompson Sr. educó a sus hijos para actuar con disciplina e integridad. La familia Thompson denunció el racismo y la discriminación étnica en los Estados Unidos y ayudó a muchas familias pertenecientes a minorías étnicas en su comunidad. Proveniente de una familia de clase trabajadora, Hugh Clowers Thompson Jr. araba los campos y luego trabajó como asistente para un funeraria para apoyar a su familia durante su adolescencia.
Thompson se graduó de Stone Mountain High School el 5 de junio de 1961. Después de su graduación, Thompson se alistó en la Marina de los Estados Unidos y sirvió en un batallón de construcción móvil naval en la Estación Aérea Naval de Atlanta, Georgia, como operador de equipo pesado. Thompson se casó con Palma Baughman en 1963.  En 1964, Thompson recibió una baja honorable de la Marina y regresó a Stone Mountain para vivir una vida tranquila y criar una familia con su esposa. Estudió ciencias funerarias y se convirtió en un director funerario con licencia.
Cuando comenzó la Guerra de Vietnam, Thompson se sintió obligado a regresar al servicio militar.  En 1966, Thompson se alistó en el Ejército de los Estados Unidos y completó el entrenamiento del Programa de Vuelo de Suboficiales en Fort Wolters, Texas y Fort Rucker , Alabama.   A fines de diciembre de 1967, a la edad de 25 años, Thompson fue enviado a Vietnam y asignado a la Compañía B, 123.er Batallón de Aviación de la 23.ª División de Infantería.

## Intervención en la masacre de My Lai
Artículo principal: Masacre de My Lai
El 16 de marzo de 1968, Thompson y su equipo del helicóptero de observación Hiller OH-23 Raven, Lawrence Colburn (artillero) y Glenn Andreotta (jefe de equipo), recibieron la orden de apoyar las operaciones de búsqueda y destrucción de Task Force Barker en Sơn Mỹ, provincia de Quảng Ngãi, Vietnam del Sur. La villa de Song My  estaba compuesta por cuatro aldeas, Mỹ Lai, Mỹ Khê, Cổ Lũy y Tư Cung, y el Cuerpo de Inteligencia Militar del Ejército de los Estados Unidos sospechaba que era un bastión del Viet Cong.
Sin embargo, la inteligencia del ejército sobre la presencia de Viet Cong en Sơn Mỹ era inexacta, y la población de la aldea estaba compuesta principalmente por familias neutrales desarmadas que cultivaban arroz. Aeronaves de reconocimiento, incluida la tripulación del OH-23 de Thompson, sobrevolaron la vecindad de Sơn Mỹ pero no recibieron fuego enemigo. A las 07:24, sin validar los informes de inteligencia, el Ejército de los Estados Unidos bombardeó Sơn Mỹ, matando a muchos civiles vietnamitas. Después del bombardeo, la Compañía C (Compañía Charlie), 1.er Batallón, 20.º Regimiento de Infantería del Grupo de Trabajo Barker, dirigido por el Capitán Ernest Medina, se dirigió a Sơn Mỹ.
Al ingresar a Sơn Mỹ, los oficiales y soldados de la Compañía C se movieron por la villa y sus alrededores durante unas cuatro horas, asesinando a civiles, violando mujeres y niñas, matando ganado y prendiendo fuego a las chozas. El 1.er pelotón de la Compañía C , comandado por el teniente William Laws Calley Jr., obligó a aproximadamente 70–80 aldeanos, en su mayoría mujeres y niños, a ir a una zanja de riego y los asesinó con cuchillos, bayonetas, granadas y fuego de armas ligeras.
Thompson relató en una conferencia académica sobre My Lai celebrada en la Universidad de Tulane en diciembre de 1994: "Seguimos volando de ida y vuelta, volviendo a conectarnos por delante y por detrás, y no pasó mucho tiempo hasta que comenzamos a notar la gran cantidad de cuerpos en todas partes. En todas partes que mirábamos, veíamos cuerpos. Estos eran infantes, niños de dos, tres, cuatro, cinco años, mujeres, hombres muy viejos, ninguna persona en edad de reclutamiento".

Thompson y su tripulación, que al principio pensaron que el bombardeo de artillería causó todas las muertes de civiles en el terreno, se dieron cuenta de que los soldados estadounidenses estaban asesinando a los aldeanos después de que una mujer civil herida para la que solicitaban evacuación médica, Nguyễn Thị Tẩu (chín Tẩu), fuera asesinada justo delante de ellos por el capitán Medina, el comandante de la operación. De acuerdo con Lawrence Colburn:

   Luego vimos a una chica joven de unos veinte años tirada en el pasto. Pudimos ver que estaba desarmada y herida en el pecho. La marcamos con humo porque vimos un escuadrón no muy lejos. El humo era verde, lo que significa que es seguro acercarse. Rojo habría significado lo contrario. Estábamos flotando a dos metros del suelo y a no más de seis metros de distancia cuando el Capitán Medina se acercó, la pateó, dio un paso atrás y la mató. Lo hizo justo en frente de nosotros. Cuando vimos a Medina hacer eso, algo hizo clic. Fueron nuestros muchachos los que mataron.

Inmediatamente después de la ejecución, Thompson descubrió la zanja de riego llena de víctimas de Calley. Thompson luego envió un mensaje por radio a las naves de combate y al cuartel general de Task Force Barker, "Me parece que hay una gran cantidad de asesinatos innecesarios allá abajo. Algo no está bien sobre esto. Hay cuerpos por todas partes. Hay una zanja llena de cuerpos que vimos. Hay algo mal aquí ". Thompson vio movimiento en la zanja de riego, lo que indicaba que había civiles vivos en ella. Inmediatamente aterrizó para ayudar a las víctimas. El teniente Calley se acercó a Thompson y los dos intercambiaron una conversación incómoda.

   Thompson: ¿Qué está pasando aquí, teniente?
   Calley: Este es mi negocio.
   Thompson: ¿Qué es esto? ¿Quiénes son esas personas?
   Calley: Solo siguiendo órdenes.
   Thompson: ¿Órdenes? ¿De quién son las órdenes?
   Calley: Solo siguiendo...
   Thompson: Pero, estos son seres humanos, civiles desarmados, señor.
   Calley: Mira Thompson, este es mi asunto. Estoy a cargo aquí. No es de tu incumbencia.
   Thompson: Sí, buen trabajo.
   Calley: Será mejor que vuelvas a ese helicóptero y te ocupes de tus propios asuntos.
   Thompson: ¡No has escuchado lo último de esto!

Mientras Thompson hablaba con Calley, el subordinado de Calley, el sargento David Mitchell, disparó contra la zanja de irrigación, matando a los civiles que aún se movían. Thompson y su tripulación, incrédulos y conmocionados, regresaron a su helicóptero y comenzaron a buscar civiles que pudieran salvar. Descubrieron a un grupo de mujeres, niños y ancianos en la esquina noreste de la aldea que huían de los soldados que avanzaban del segundo pelotón, Compañía C. Inmediatamente, al darse cuenta de que los soldados tenían la intención de asesinar a los civiles vietnamitas, Thompson aterrizó su helicóptero entre los que avanzaban de la unidad terrestre y los aldeanos. Se volvió hacia Colburn y Andreotta y les ordenó que dispararan a los hombres del 2.º pelotón si intentaban matar a alguno de los civiles que huían. Mientras Colburn y Andreotta apuntaban sus armas contra los soldados estadounidenses, Thompson localizó a tantos civiles como pudo, persuadiéndolos para que lo siguieran a un lugar más seguro, y aseguró su evacuación con la ayuda de dos pilotos de helicópteros UH-1 Huey de los que era amigo.
Bajo en combustible, Thompson se vio obligado a regresar a una pista de aterrizaje a kilómetros de la aldea. Antes de partir de la aldea, Andreotta vio movimiento en la zanja de riego llena de cuerpos. Según Trent Angers en The Forgotten Hero of My Lai: The Hugh Thompson Story (2014):

   El helicóptero dio vueltas y luego se dejó caer rápidamente cerca del borde de la zanja. Andreotta había mantenido contacto visual con el lugar donde vio el movimiento, y salió del helicóptero tan pronto como tocó el suelo. Thompson salió y protegió un lado del helicóptero y Colburn protegió el otro. Andreotta tuvo que caminar sobre varios cuerpos totalmente destrozados para llegar a donde iba. Levantó un cadáver con varios agujeros de bala en el torso y allí, acostado debajo, había un niño, de cinco o seis años, cubierto de sangre y obviamente en estado de shock.
El niño, Do Ba, fue sacado de la zanja de riego y después de no encontrar más sobrevivientes, la tripulación de Thompson transportó al niño a un hospital en Quảng Ngãi.

Después de transportar al niño al hospital, Thompson voló al cuartel general de la Task Force Barker (Landing Zone Dottie), y con enojo informó de la masacre a sus superiores. Su informe acabó llegando al teniente coronel Frank Barker, comandante general de la operación. Barker inmediatamente transmitió por radio a las fuerzas terrestres para que cesaran los "asesinatos". Después de reabastecer el combustible del helicóptero, la tripulación de Thompson regresó a la aldea para asegurarse de que no se asesinara a más civiles y que los heridos fueran evacuados.

## Después de la masacre
Thompson hizo un informe oficial de los asesinatos y fue entrevistado por el coronel Oran Henderson, el comandante de la 11.ª Brigada de Infantería (la organización matriz de la 20.ª Infantería). Preocupados, altos oficiales de la División Americana cancelaron operaciones planificadas similares por Task Force Barker contra otras aldeas (My Lai 5, My Lai 1, etc.) en la provincia de Quảng Ngãi, posiblemente evitando la masacre adicional de cientos, si no miles, de civiles vietnamitas.
Inicialmente, los comandantes de toda la cadena de mando estadounidense lograron encubrir la masacre de My Lai. Thompson recibió rápidamente la Cruz Voladora Distinguida por sus acciones en My Lai. La cita para los eventos fabricados con premios, por ejemplo, elogiando a Thompson por llevar a un hospital a un niño vietnamita "... atrapado en un intenso fuego cruzado". También afirmó que su "... buen juicio había mejorado enormemente las relaciones vietnamita-estadounidenses en el área operativa". Thompson tiró la cita.
Thompson continuó volando misiones de observación en el OH-23 y fue alcanzado por fuego enemigo un total de ocho veces. En cuatro de esos casos, su nave se perdió. En el último incidente, su helicóptero fue derribado por fuego de ametralladora enemiga, y se rompió la espalda en el aterrizaje forzoso resultante. Esto terminó su carrera de combate en Vietnam. Fue evacuado a un hospital en Japón y comenzó un largo período de rehabilitación.
Cuando se conoció públicamente la noticia de la masacre, Thompson repitió su relato al entonces coronel William Wilson y al entonces teniente general William Peers durante las investigaciones oficiales del Pentágono. A fines de 1969, Thompson fue convocado a Washington D. C. para comparecer ante una audiencia especial cerrada del Comité de Servicios Armados de la Cámara. Allí, fue fuertemente criticado por los congresistas, en particular el presidente del comité Mendel Rivers (DS.C.), quienes estaban ansiosos por minimizar las acusaciones de una masacre por parte de las tropas estadounidenses. [5]: 290–291. Rivers declaró públicamente que sentía que Thompson era el único soldado en My Lai que debería ser castigado (por entregar sus armas a sus compañeros soldados estadounidenses) y sin éxito intentó que fuera sometido a una corte marcial.
Thompson fue vilipendiado por muchos estadounidenses por su testimonio contra el personal del ejército de los Estados Unidos. Relató en un programa de televisión CBS 60 Minutes en 2004, "Recibí amenazas de muerte por teléfono ... Animales muertos en su porche, animales mutilados en su porche algunas mañanas cuando me levantaba".
Después de su servicio en Vietnam, Thompson fue asignado a Fort Rucker para convertirse en piloto instructor y más tarde recibió una comisión directa, alcanzando el rango de capitán y se retiró como mayor. Sus otras tareas militares incluyeron Fort Jackson, Corea del Sur, Fort Ord, Fort Hood y bases en Hawái. Se retiró del ejército en 1983.

## Vida post-militar
Thompson se convirtió en piloto de helicóptero para la industria petrolera, operando en el Golfo de México. En 1988, un productor de documentales en inglés, Michael Bilton, que trabajaba para Yorkshire Television, logró contactar a Thompson a través de su madre, que luego enviudó y vivía en Texas. En ese momento, Thompson había desaparecido de la vida pública. Bilton se contactó con el exmiembro de la tripulación Lawrence Colburn, y puso a Thompson y Colburn en contacto entre ellos después de una brecha de casi 16 años. Tanto Thompson como Colburn habían estado tratando de encontrarse, pero sin éxito. Thompson vivía en Lafayette, Luisiana, y Colburn, cerca de Atlanta, Georgia. Rápidamente organizaron una reunión. Bilton pasó un largo fin de semana con Thompson discutiendo los eventos en My Lai. Probó el comienzo de una larga amistad que duró hasta la muerte de Thompson.
Tanto Thompson como Colburn fueron entrevistados para la película Four Hours in My Lai (1989) (Remember My Lai? En PBS), que ganó un Premio de la Academia Británica y un premio Emmy internacional. La entrevista mostró a Thompson relatando lo que había presenciado en My Lai: "Aquí se suponía que éramos los tipos de los sombreros blancos. Me molestó". Bilton y su colega Kevin Sim comenzaron a investigar un libro y Bilton realizó más entrevistas con Thompson y Colburn. Cuando se publicó el libro Four Hours in My Lai (1992), provocó una campaña para que se reconociera el heroísmo de Thompson y su equipo de helicópteros. Varias figuras de alto rango en el ejército de los EE. UU. Apoyaron la campaña, al igual que el presidente George H. W. Bush. Thompson y Colburn fueron invitados a hablar con una amplia gama de audiencias sobre la ética de la guerra, incluso en West Point, una conferencia en Noruega y en el Connecticut College en New London, donde cada uno recibió un doctorado honorario.

## Regreso a My Lai
En 1998, Thompson y Colburn regresaron a la aldea de Sơn Mỹ, donde conocieron a algunas de las personas que salvaron durante los asesinatos, incluidas Thi Nhung y Pham Thi Nhanh, dos mujeres que habían formado parte del grupo a punto de ser asesinadas por Brooks. Segundo pelotón. Thompson dijo a los sobrevivientes: "Solo desearía que nuestro equipo ese día pudiera haber ayudado a más personas que nosotros". Informó que una de las mujeres que habían ayudado se le acercó. y preguntó: "¿Por qué las personas que cometieron estos actos no volvieron contigo?" Él dijo que estaba "simplemente devastado" pero que ella terminó su oración: "Para que podamos perdonarlos". Más tarde le dijo a un periodista: "No soy lo suficientemente hombre como para hacer eso. Lo siento. Ojalá lo fuera, pero no le mentiré a nadie. No soy tan hombre". Thompson y Colburn encendieron varitas de incienso y las colocaron en una urna junto a un marcador de piedra en la zanja de riego donde muchos fueron asesinados. También dedicaron una nueva escuela primaria para los niños de la aldea.
Thompson más tarde se desempeñó como consejero en el Departamento de Asuntos de Veteranos de Luisiana, y dio una charla en la Academia Naval de los Estados Unidos en 2003 y en West Point en 2005 sobre Ética militar profesional. También habló en la Academia de la Fuerza Aérea de los Estados Unidos y con los oficiales del Cuerpo de Marines de los Estados Unidos en Quantico. Thompson dio su primera conferencia a una audiencia del Ejército de los EE. UU., hablando sobre el coraje físico y moral, en el Centro y Escuela del Departamento Médico del Ejército de los EE. UU., Ft. Sam Houston, Texas, en 1998. Las acciones de Thompson y su tripulación se han utilizado como un ejemplo en los manuales de ética de los ejércitos estadounidenses y europeos. [3]: 221 Thompson recibió un título honorario de la Universidad de Emory y The Stuart A. Rose Manuscript, Archives y Rare Book Library en Emory.  La Universidad tiene una colección relacionada con la vida y las carreras de Hugh Thompson y Lawrence Colburn. En 2005, se retiró del Departamento de Asuntos de Veteranos de Luisiana.

## Muerte
Falleció el 6 de enero de 2006 a los 62 años, después de un tratamiento extenso contra el cáncer. Thompson fue retirado del soporte vital en el Centro Médico de Asuntos de Veteranos en Pineville, Luisiana. Colburn vino de Atlanta para estar junto a su cama. Thompson fue enterrado en Lafayette, Luisiana, con todos los honores militares, incluido un saludo de tres voleas y un sobrevuelo de helicóptero.  El 8 de febrero de ese mismo año, el congresista Charles Boustany hizo una declaración en el Congreso en honor a Thompson, afirmando que "Estados Unidos ha perdido un verdadero héroe, y el Estado de Luisiana ha perdido un líder devoto y un querido amigo".